# Кривоногов Петро Олександрович
Кривоно́гов Петро́ Олекса́ндрович (*8 (21) вересня 1910, Кіясово, Удмуртія — †22 серпня 1967, Москва) — радянський художник-баталіст, Заслужений діяч мистецтв РРФСР (1955), лауреат Сталінської премії (1949), член ВКП(б) з 1945 року.

## Біографічні відомості
Дата народження в різних джерелах подається різною: згідно з Великою радянською енциклопедією — 4 (17) жовтня 1911 року; згідно зі статтею Тепикіна і ранніми радянськими енциклопедіями — 8 (21) вересня 1911 року; згідно з пізнішими архівними дослідженнями церковних записів — 8 (21) вересня 1910 року. В роки громадянської війни загинув батько і Петро в 12 років пішов наймитувати, потім був безпритульним. Восени 1924 року опинився в Кінешмі Івановської області, де був відданий до дитячого будинку (пізніше Кінешемська гімназія імені О.М.Островського). Після школи, в 1930 році, Петро був прийнятий на робітничий факультет мистецтв Академії мистецтв в Ленінграді, потім вступив до інституту живопису та архітектури Всеросійської академії мистецтв, його вчителями були Ісак Бродський, Павло Шиллінговський та Костянтин Юон. Після закінчення академії отримав диплом з відзнакою, дипломна робота була на тему Таманської війни за книгою Олександра Серафимовича (вона й досі зберігається в галереї Академії).
В 1939 році пішов до армії, в 1940 році був зачислений до Червоноармійської студії імені М. Б. Грекова. Другу світову війну пройшов в діючій армії від Москви до Берліна. Помер Петро Олександрович 22 серпня 1967 року в Москві, похований на П'ятницькому цвинтарі. 8 серпня 1997 року в рідному селі відкрито Кіясовський районний музей Кривоногова Петра Олександровича.

## Нагороди
- Орден Червоної Зірки за створення замальовок та картин[4]
- Сталінська премія другого ступеня (1949) за картину «Перемога» (1948), яка зараз знаходиться у московському Центральному музеї Збройних сил
- Заслужений діяч мистецтв РРФСР (1955)
- Золота медаль імені М.Б.Грекова (1967) за найкращий твір в образотворчому мистецтві на військову тематику, перша вручена така медаль будь-кому

## Творчість

Художній маркований конверт на честь 100-річчя від дня народження

Найбільш відомими картинами автора є:
- «Звірства у Річиці» (1942)
- «У Волоколамську» (1942)
- «Корсунь-Шевченківське побоїще» (1944)
- «Капітуляція фашистських війск у Берліні» (1946)
- «Перемога» (1948)
- «На Курській дузі» (1949)
- «Радянська Кіннота у боях під Москвою» (1949)
- «Оборонці Берестейської фортеці» (1951)
- «Поєдинок» (1964)
- «Комісар фортеці» (1967)